# Progne tapera
La golondrina parda (Progne tapera), también denominada golondrina sabanera, golondrina parda grande, golondrina de río o martín de los ríos, es una especie de ave paseriforme de la familia Hirundinidae propia de América del Sur y el sur de América Central.

## Hábitat
Se encuentra en Argentina, Bolivia, Brasil, Chile, Colombia, Costa Rica, Ecuador, Estados Unidos, Guayana francesa, Guyana, Panamá, Paraguay, Perú, Puerto Rico, Surinam, Uruguay y Venezuela.
Vive cerca de las orillas de los ríos y lagunas, a menos de 1600 metros de altitud.

## Descripción
Mide 17,5 a 18 cm de longitud. El plumaje de las partes superiores es pardo grisáceo oscuro o fusca, con las remeras y las timoneras negruzcas; la garganta y el vientre son blancos por debajo, con la franja pectoral ancha parda grisácea y un salpicado de manchas negras parcialmente veladas por la punta blanca de las plumas, a lo largo de la mitad del pecho y hasta la parte alta del vientre. El pico y las patas son negras.

## Alimentación
Se alimenta de insectos que atrapa en vuelo. Se asocia para volar con otras especies de golondrinas: Notiochelidon cyanoleuca y Progne chalybea.

## Reproducción
Anida en madrigueras que excava en barrancos o en taludes de tierra, o bien en tocones o usa un nido viejo de algún hornero (Furnarius rufus). Acostumbra dormir muy cerca del nido.